# Kerteminde

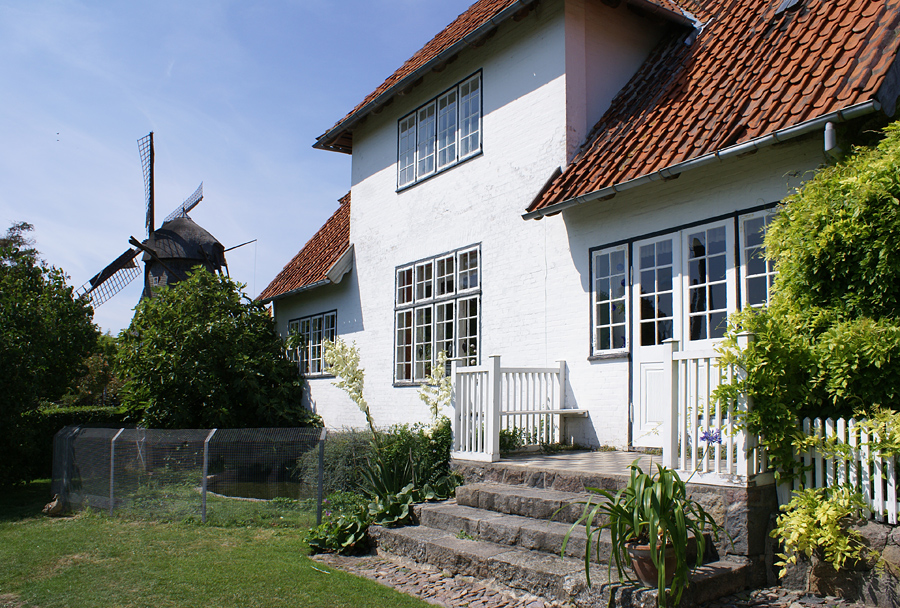
Johannes-Larsen-Museum in Kerteminde

Kerteminde anhörenⓘ [kɛʀdəˈmenə] ist eine dänische Kleinstadt in der Kommune Kerteminde und liegt am Großen Belt auf der Ostseeinsel Fünen, Region Syddanmark.
Die Einwohnerzahl der Stadt lag am 1. Januar 2023 bei 6034. Die Hafenstadt verfügt über Fünens größten Fischereihafen mit Fischauktionsmarkt und Fischfabriken.

## Geschichte
Münzfunde deuten auf eine Besiedlung der Gegend im 11. Jahrhundert hin. Der Name der Stadt leitet sich wohl vom altdänischen Wort kirta (Mündung) ab; seine Verwendung ist jedoch erst seit 1350 belegt. Erich von Pommern verlieh dem Fischhandelsstützpunkt 1413 Stadtrechte. Im 19. Jahrhundert siedelte sich Industrie an.

## Sehenswürdigkeiten
Wahrzeichen von Kerteminde ist die Granitplastik „Amanda“ des Bildhauers Robert Lund-Jensen. Die Statue eines Fischermädchens wurde 1954 an der Brücke über den Kerteminde-Fjord aufgestellt. Sie bezieht sich auf das populäre Ulklied „Min Amanda var fra Kerteminde“ (dt. Meine Amanda war aus Kerteminde).
1476 wurde die St. Laurentii Kirke errichtet.
In Kerteminde wurde in den 1930er Jahren das Wikingerschiff von Ladby ausgegraben; es kann im Ortsteil Ladby in einem eigens errichteten Museum besichtigt werden.
Das Meeresforschungs- und Erlebniscenter Fjord- og Bælt Centeret vermittelt Wissen über das Ökosystem Meer. Es gibt Schweinswale, Seehunde und ein Fühlbecken mit Krebsen, Flundern und anderen Lebewesen.
Der Maler Johannes Larsen (1867–1961) stammte aus Kerteminde und arbeitete hier. Sein schönes Wohnhaus von 1901 entwickelte sich dank vieler Gästezimmer zu einem Sammelpunkt für Malerkollegen, insbesondere fünische Maler (Fynbomalere). Das Haus beherbergt heute das Johannes Larsen Museet, es wurde 2001 erweitert.

## Sonstiges
Die Sportbootwerft „Folkebådcentralen“ produziert seit 1977 Nordische Folkeboote. Statt Holz setzte man erstmals Fiberglas ein und ermöglichte so eine Renaissance des klassischen Bootstyps von 1942.
Die Ortschaft Møllebakken neben Kerteminde ist das künstlerische Zentrum der Fünen-Maler.

## Städtepartnerschaft
Eine seit 1985 mit der deutschen Stadt Uslar bestehende Partnerschaft wurde 2010 infolge der dänischen Kommunalgebietsreform aufgelöst.

## Söhne und Töchter der Stadt
- Arent Christopher Heilmann (1781–1830), Kaufmann und Inspektor von Grönland
- Frederik Paludan-Müller (1809–1876), Schriftsteller
- Johannes Larsen (1867–1961), Maler des Naturalismus
- Preben Wernberg-Møller (1923–2016), dänisch-britischer Sprachwissenschaftler und Hochschullehrer
- Karin Riis-Jørgensen (* 1952), Politikerin, Mitglied des Europäischen Parlaments
- Karen Pontoppidan (* 1968), Schmuckkünstlerin
- Emil Manfeldt Jakobsen (* 1998), Handballnationalspieler
- Oliver Christensen (* 1999), Fußballtorwart